# Kaliumbromid
Kaliumbromid är ett vattenlösligt salt som användes under 1800- och 1900-talet inom medicinsk behandling som antiepileptika och sedativ. Idag används den huvudsakligen inom veterinärmedicin.
Kaliumbromid utgörs av vita eller färglösa, kubiska glänsande kristaller. Det är utan lukt med en utpräglat saltartad smak och är oföränderligt i luft.

## Framställning
Ämnet framställs genom att låta järnbromid (Fe3Br8) reagera med kaliumkarbonat[källa behövs] enligt:
4 K2CO3 +  Fe3Br8 → 8 KBr + Fe3O4 + 4 CO2

## Användning
Kaliumbromid kan användas som kramplösande eller lugnande medel. 